# Imma marmarozona
Imma marmarozona är en fjärilsart som beskrevs av Edward Meyrick 1928. Imma marmarozona ingår i släktet Imma och familjen Immidae. Inga underarter finns listade i Catalogue of Life.